# Internationaal filmfestival van Tallinn
Het internationaal filmfestival van Tallinn (Ests: Tallinna Pimedate Ööde filmifestival, kortweg PÖFF; Engels: Black Nights Film Festival) is een door de FIAPF erkend filmfestival, dat sinds 1997 jaarlijks wordt gehouden in Tallinn, Estland.

## Geschiedenis
Het festival startte in 1997 met een vertoning van 25 speelfilms voor 4500 toeschouwers als een filmfestival ter promotie van Noordse en Baltische films en groeide uit tot een van de grootste festivals van Noord-Europa. Op het festival in 2014 werden er 662 films vertoond en waren er 77.500 toeschouwers. Buiten het traditionele filmfestivalprogramma met documentaires, speelfilms en kortfilms zijn er drie internationale competities:
- EurAsia
- Tridens Baltic
- North American indie films

Tijdens het festival zijn er ook drie volwaardige subfestivals:
- Animated Dreams, animatiefilmfestival
- Just Film, kinder- en jeugdfilmfestival
- Sleepwalkers, student- en kortfilmfestival

## Prijzen
De officiële prijzen worden toegekend aan films die meedoen aan de competitie binnen de officiële selectie van het festival, en worden uitgereikt door een internationale jury.
- Beste film
- Beste regisseur
- Beste scenario
- Beste actrice
- Beste acteur
- Beste camerawerk
- Beste muziek

### Winnaars van deGouden Wolfvoor beste film
| Jaar                | Film                | Regisseur                  | Land                         |
| ------------------- | ------------------- | -------------------------- | ---------------------------- |
| 2004 (8ste editie)  | Shiza               | Gulshat Omarova            | Kazachstan                   |
| 2005 (9de editie)   | Qing hong           | Wang Xiaoshuai             | China                        |
| 2006 (10de editie)  | Azuloscurocasinegro | Daniel Sánchez Arévalo     | Spanje                       |
| 2007 (11de editie)  | Takva               | Özer Kiziltan              | Turkije                      |
| 2008 (12de editie)  | Hunger              | Steve McQueen              | Ierland Verenigd Koninkrijk  |
| 2009 (13de editie)  | Ajami               | Scandar Copti, Yaron Shani | Israël                       |
| 2010 (14de editie)  | Schaste moe         | Sergey Loznitsa            | Duitsland Oekraïne Nederland |
| 2011 (15de editie)  | Tou ze              | Ann Hui                    | Hongkong                     |
| 2012 (16de editie)  | Dom s bashenkoy     | Eva Neymann                | Oekraïne                     |
| 2013 (17de editie)  | La grande bellezza  | Paolo Sorrentino           | Italië Frankrijk             |
| 2014 (18de editie)  | Lucifer             | Gust Van den Berghe        | België                       |
| 2015 (19de editie)  | Sado                | Lee Joon-ik                | Zuid-Korea                   |
| 2016 (20ste editie) | Lev shaket meod     | Eitan Anner                | Israël                       |
| 2017 (21ste editie) | Tunku kyrsyk        | Temirbek Birnazarov        | Kirgizië                     |
| 2018 (22ste editie) | Niña errante        | Rubén Mendoza              | Colombia Frankrijk           |
| 2019 (23ste editie) | Kontora             | Anshul Chauhan             | Japan                        |
| 2020 (24ste editie) | Strah               | Ivaylo Hristov             | Bulgarije                    |
| 2021 (25ste editie) | Lieber Thomas       | Andreas Kleinert           | Duitsland                    |